# Glypta faceta
Glypta faceta är en stekelart som beskrevs av Dasch 1988. Glypta faceta ingår i släktet Glypta och familjen brokparasitsteklar. Inga underarter finns listade i Catalogue of Life.